# Пурген (группа)
«Пурген» — советская, а затем российская музыкальная группа, играющая в стиле хардкор-панк / кроссовер-трэш. Образована в 1989 году в Москве. Вокалист и бессменный лидер - Руслан «Пурген» Гвоздев.

## История
Группа была основана в 1989 году Русланом «Пургеном» Гвоздевым и Геннадием «Чикатило» Филимоновым под впечатлением от прослушивания «Dead Kennedys» и «The Exploited». Сначала группа называлась «Ленин-Самотык» и состояла из двух участников, позже к ним присоединился барабанщик Аккумулятор.
Первый альбом, «Брежнев жив», был записан дома, в качестве инструментов были использованы акустические гитары и барабан, позаимствованные во Дворце Пионеров. Второй альбом, «Великая вонь», был записан в актовом зале училища, где учили выбивать по мрамору надгробные доски, и где в тот момент обучался Гвоздев. Третий альбом назывался «Хорошо там, где нас нет».
Название «Пурген» было придумано накануне приезда американской делегации в училище, перед которой должна была выступать группа. Но дебют не состоялся, так как руководство училища было шокировано внешним видом участников группы: Руслан Гвоздев пришёл в майке «Dead Kennedys», а Геннадий Филимонов — в майке с надписью «Брежнев жив» собственного изготовления. Вскоре за дебоширство участники группы были отчислены из училища. Тогда же произошло их знакомство с другими панк-рок-группами, а затем объединение с группой «Punk Rat» - из которой в состав Пургена вошли гитарист Евгений «Бибис» Аренов и барабанщик Олег «Изерли» Бухтияров. Так сформировался первый состав Пургена, записавший за три года два альбома («Все государства — концлагеря» и «Трансплантация мировоззрения»). Также один альбом был перезаписан с добавлением новых песен («Трансплантация мировоззрения»). Группа выступает на известных московских площадках: клубах Sexton Fo.Z.D , им. Джерри Рубина, Академии бронетанковых войск и пр.
В 1993 году участники группы снялись в эпизоде фильма Карена Шахназарова «Сны». Во время съемок на любительскую камеру был снят клип на песню «Это не то, что я думал».
1 февраля 1994 года состоялся последний концерт первого состава "Пурген" в ДК МЭИ на фестивале «День рождения Джонни Роттена», после которого из группы ушли сразу три участника: Филимонов, Аренов и Бухтияров. 
К началу 1995 года лидер группы Руслан Гвоздев принял решение возродить группу и начал набирать новый состав. Вскоре был сформирован второй состав "Пурген", из группы «Без 5 минут как сдохли» (г. Королев) перешли два музыканта: басист Денис «Панама» Покровский и Сергей «Гном младший» Белоглазов — барабаны. В группу возвращается Геннадий «Чикатило» Филимонов, но уже в качестве гитариста. Через несколько месяцев в группу был принят бэк-вокалист Александр «Гном Старший» Белоглазов — брат Сергея «Гнома Младшего» Белоглазова. Однако Покровский пробыл в группе недолго и на его место вскоре был взят сессионный гитарист Денис «Роботс» Герасимов (позднее - Коловрат), с которым "Пурген" разучивает материал к будущему альбому «Радиационная активность из мусорного бака», который впоследствии за 2 месяца был записан в подвале «Театра». 
В 1996 году состав снова поменялся: Р. Гвоздев стал совмещать функции вокалиста и гитариста, на место бас-гитариста был приглашен Денис «Кёльн» и периодически заменяющий его Анатолий «Гоголь» Савельев. Г. Филимонов обзавелся к тому моменту семьей и был вынужден покинуть группу. В настоящее время Филимонов работает архитектором, однако музыку не оставил. В разное время он входил в состав групп «Потусторонний хаос», «Dissocial», «Иеронимус Бес» и многих других. После записи половины альбома «Философия Урбанистического Безвременья» Кёльн покинул группу, и вторую половину дописали без него уже в 1997 году. На баc тогда пробовался Дмитрий «Проша» Прупис из группы «Идиоты» (позднее -  M.A.D. Band), но его участие в группе ограничилось четырьмя репетициями и одним концертом.  В конце 1997 года в группу был взят Рустам «Крейзи» Гурбанов, и прошли первые зарубежные гастроли группы, состоявшиеся в Германии.
В 1999 году, зимой, «Пурген» записал альбом «Токсидермисты Городского Безумия» в следующем составе: Пурген — вокал, гитара; Крейзи — бас-гитара, бэк-вокал; Сергей «Бай» Байбаков (один из основателей группы Distemper) — барабаны. Через два года «Токсидермисты…» станут первым альбомом группы, выпущенным на компакт-диске.
В 2001 году Крейзи ушёл из группы, басистом становится Денис «Мартин» Ушаков, лидер группы «Мавзолей».
В 2002 году Руслан «Пурген» взял в группу нового гитариста, чтобы самому стать свободным вокалистом. В группу пришёл 17-летний Олег «Диаген» Соболев. Первый концерт с группой он отыграл в сентябре 2002 г. в клубе «Авалон» (г. Москва). 
В 2003 году лейблом JetNoise Records был выпущен долгожданный альбом «Destroy for Creation», а 23 октября 2003 года в клубе «Relax» в Москве состоялась его презентация. Помимо этого были переизданы первые пять официальных альбомов группы, которые были оцифрованы и дополнены бонус-треками и видеоклипами. Тогда же из группы ушёл Денис «Мартин» Ушаков. На басу один концерт отыграл Крейзи, но потом основным участником становится ВиВиСектор.
В середине 2004 года из «Пургена» уходит Бай, его заменил новый барабанщик — Дмитрий «Крок» Антонов. На басу вместо ВиВиСектора на постоянной основе начал играть Крейзи. Летом этот состав за 15 часов записал альбом-сборник лучших песен, ранее выходивших на других альбомах, плюс одну новую песню — «Реинкарнация». Эта работа получила название «Протест Деталей Механизма». Презентация прошла 29 октября в Санкт-Петербурге в клубе «Старый Дом» и 30 октября в Москве в клубе «Эстакада». Альбом отличается удачными аранжировками старых песен. Помимо этого новый киберпанк-проект Руслана Гвоздева «Toxigen» записал и 28 июля 2004 года выпустил диск электронной музыки «Саrmaoke» (ремиксы песен Пургена + свои песни). 
В 2005 году после тура в поддержку «Протеста Деталей Механизма» из группы окончательно ушёл Крейзи и его место занял Сергей «Платон» Платонов. Осенью группа записала альбом «Реинкарнация», презентация которого прошла 1 октября в клубе «Эстакада». Основные темы песен — это религия, прогресс и человек. Вместе с тем вышел трибьют в честь 15-летия «Пургена»  — в него вошёл 31 трек.
В 2006 году на DVD вышел фильм «11 лет немого крика», который состоит из клипов и видеозаписей выступлений группы, начиная с 1993 года. Студия Atmosfera film создает 7 клипов на песни с альбома «Реинкарнация».
15 февраля 2007 года прошла презентация нового альбома под названием «Трансформация идеалов», его релиз состоялся 2 апреля. Летом вышел DVD с новыми клипами на песни с альбома «Реинкарация». Осенью прошёл большой тур по Германии (15 городов). 27 октября 2007 г. прошёл последний концерт с Кроком и Платоном, после этого в группу пришли Александр «Алекс» Чиханин (экс-Теория Хаоса) — бас и Кирилл «Кирюша» Бахарев — барабаны.
В 2008 году группа сняла в Европе 4 клипа на песни с альбома «Трансформация идеалов», а также концертный ролик на песню «Серый Бетон» (live-выступление на фестивале «Наши в городе»). В апреле группа отправилась в тур по Сибири и другим городам России. Осенью вышел новый альбом-сборник «30 000 лет панк-хардкору», состоящий из старых, ранее не исполняемых песен, а также нескольких новых. В подарочной версии диска бонусом прилагался концерт на телеканале O2tv.

### 2010-е
В 2010 году вышел новый студийный альбом группы «Бог рабов». К тому времени большая часть состава вновь сменилась, в группу пришли Анатолий Лёвочкин (барабаны) и Александр Пронин (бас). Музыка стала ещё более жесткой, а в некоторых песнях в качестве эксперимента использовались народные инструменты (балалайка).
5 сентября 2010 г. в клубе «Точка» в Москве прошёл юбилейный концерт, посвящённый двадцатилетию группы, в котором приняли участие музыканты прежних составов: Сергей «Платон» Платонов, Андрей «Мох» Швецов, Александр «Алекс» Чиханин, Сергей «Бай» Байбаков, Виктор «Зеленый», а также впервые за долгое время на сцену вышел участник самого первого состава — Геннадий «Чикатило» Филимонов. В рамках юбилейного концерта также состоялась презентация альбома «Бог рабов».
В 2012 году группу покинул бас-гитарист Александр Пронин, на его место пришёл прежний участник группы Сергей «Платон» Платонов. Интересный факт: с возвращением Сергея в «Пургене» стал играть по сути весь прежний состав группы «Diagens».
Осенью 2012 года группа отпраздновала 20-летие выхода своего первого альбома «Все государства — концлагеря» концертным туром, в ходе которого альбом на концертах исполнялся целиком. 25 октября состоялся большой концерт в Москве, заявленное участие в нём музыкантов первого состава, к сожалению, не состоялось.
В августе 2013 года группа выступала на крупных европейских фестивалях: Pod Parou (Чехия) и Resist to Exist (Германия). В сентябре 2013 года состоялся концерт в Москве в рамках небольшого тура в честь 23-летия группы.
2014 год группа начала с новых зарубежных гастролей — концерты прошли в Словакии и Чехии. Ещё три концерта в Чехии состоялись летом 2014 года. С этого момента гастроли в Чехии начинают носить регулярный характер.
В 2015 году «Пурген» гастролировал по России и Европе (Чехия, Польша, Финляндия), летом приняв участие в том числе в фестивале «КрымФест» в Крыму. 31 июля 2015 г. группа отыграла на фестивале Pod Parou в г. Моравска Тршебова (Чехия). Этот концерт стал последним для бас-гитариста Сергея Платонова, который скончался 12 августа 2015 года. В связи с этим группа взяла небольшую паузу и перенесла дату большого юбилейного концерта в Москве в честь 25-летнего юбилея коллектива. 26 сентября 2015 г. в Рязани состоялся первый концерт группы в новом составе. Новым бас-гитаристом стал Евгений Кузьмин, одновременно играющий в составе группы «Diagens», став как и в 2012 г. очередным музыкантом из этого "донорского" коллектива в составе "Пургена". Неожиданно в состав группы вошёл еще один гитарист, Вадим Рытухин, играющий на тот момент также в составе «Zuname». 27 сентября в клубе «Mona» в Москве состоялся юбилейный концерт в честь 25-летия группы. В качестве гостей на сцену вышли только два участника из прежних составов, Александр «Алекс» Чиханин (бас) и старый друг коллектива Сергей «Бай» Байбаков (барабаны). Коллега Бая по ритм-секции в альбоме «Токсидермисты Городского Безумия» Рустам «Крейзи» Гурбанов накануне выступления заболел. По состоянию здоровья не смог принять участие и сооснователь группы Геннадий «Чикатило» Филимонов. Евгений «Бибис» Аренов отказался от участия ранее. В октябре группа посетила Чехию и Словакию в рамках зарубежного мини-тура. Гастрольный тур продолжился по городам России в ноябре-декабре. 25 декабря группа разместила в сети новую песню «Третий мировой гаввах», ставшую первым новым треком, записанным «Пургеном» за 5 лет.
15 апреля 2016 года барабанщик группы Анатолий Лёвочкин объявил о том, что грядущие 4 концерта станут для него последними в составе группы ввиду переезда на постоянное место жительства в Калифорнию. Новым барабанщиком «Пургена» стал Даниил Яковлев, ранее игравший в группах «Todestriebe», «Agressive opression», «Андем», «Vector», однако вскоре его сменил Егор Кувшинов, периодически сессионно игравший в «Пургене» ранее. 2 сентября в сети был выложен еще один новый трек «Предательство элит», концертная премьера которого состоялась через неделю на выступлении в Москве в клубе «Mona». 5 декабря «Пурген» выкладывает в свободный доступ в Интернет профессиональную многокамерную съемку концерта в Москве к 25-летнему юбилею группы.
5 июля 2017 года стало известно, что от рака горла скончался экс-бэк вокалист и шоумен группы во второй половине 90-х Александр «Гном Старший» Белоглазов.
31 июля 2018 года Олег «Диаген» Соболев объявил об уходе из коллектива после почти 16 лет работы в нем. Вскоре после этого «Пурген» опубликовал в интернете трек «17-97-17». В группе снова сменился ударник — за барабаны сел Дмитрий «Бам» Михайлов (экс-«Азъ»). Новый альбом «Рептология лунного корабля» был выложен в Интернет 14 ноября. В него вошли 11 новых и 2 перезаписанных заново старых трека, «Раздвоение» и «Дохлая музыка». Восемь новых песен с альбома были сочинены и отрепетированы группой за две недели.

### 2020-е
2020 год группа начала с обновления в составе — Дмитрий Михайлов покинул коллектив, и на его место вернулся барабанщик Егор Кувшинов.
В январе 2021 года по причине внутренних разногласий коллектив покинули сразу три участника: Рытухин, Кувшинов и Кузьмин, которые вскоре объявили о создании нового проекта «RunnGun» c вокалистом Павлом Шумиловым. В новый состав «Пургена» вошли гитарист Алексей Киреев (одновременно являлся гитаристом Mausoleum, Некуда Бежать, Terpincode и баянистом в «Калевала» (до июня 2021 г.), басист — Сергей (Casus), на барабаны вернулся Дмитрий «Бам» Михайлов, но уже во втором полугодии на бас и барабаны были приглашены новые музыканты — Константин Чупин (Distemper) и Даниил Бородюк (Некуда Бежать).
В марте 2022 года группа выпускает EP с тремя новыми песнями  «Киберализм». Позже в 2022 г. Даниил Бородюк и Константин Чупин покидают группу, за барабаны садится Евгений Абаимов, вместе с которым в составе трио был записан кавер на группу «Оргазм Нострадамуса» — песня «Гимн дураков». Позже в 2022 г. в качестве басиста присоединяется Сергей «Эрудит» Овсянников, ранее игравший в группах ЭотLinХ и Green Core.
В 2023-м году Евгений Абаимов покидает группу, а за барабаны в очередной раз возвращается Дмитрий «Бам/Кран» Михайлов. Следующая запись «Преображение», снова в формате EP с тремя новыми песнями и обновленной версией старого трека «Негативные люди» выходит в апреле.
7 ноября стало известно о смерти после тяжелой болезни Дениса «Панамы» Покровского, бас-гитариста состава 1995 года, вместе с братьями Белоглазовыми (Гномами) возродившего «Пурген» после первого распада в 1994 году, и позднее — бессменного участника «Pornoavtomats».

## Состав

### Настоящее время
- Руслан «Пурген» Гвоздев — вокал (1989—настоящее время), гитара (1998—2003)
- Алексей «Сектант» Киреев — гитара (2021—настоящее время)
- Сергей «Эрудит» Овсянников — бас (2022—настоящее время)
- Захар Рогов — барабаны (2023—настоящее время)

### Бывшие участники

#### Бэк-вокал
- Александр «Гном Старший» Белоглазов (1995—1998) †
- Алина Игнатьева (2024)

#### Гитара
- Евгений «Бибис» Аренов (1992—1994)
- Геннадий «Чикатило» Филимонов (1995)
- Денис «Роботс» Герасимов (студийно) (1995)
- Руслан «Пурген» Гвоздев (1996—2002)
- Андрей «Мохнатый» Швецов (1997—1998)
- Олег «Diagen» Соболев (2002—2018)
- Никита «Игорёк» Дружинин (2007—2012)
- Вадим Рытухин (2015—2021)

#### Бас-гитара
- Геннадий «Чикатило» Филимонов (1989—1994)
- Денис «Панама» Покровский (1995) †
- Денис «Кёльн» (1996) †
- Дмитрий «Проша» Прупис (1997)
- Анатолий «Гоголь» Савельев (1997)
- Рустам «Крейзи» Гурбанов (1997—2001, 2003, 2004—2005)
- Денис «Мартин» Ушаков (2001—2003)
- Алексей «ВиВиСектор» Карлин (2003—2004)
- Сергей «Платон» Платонов (2005—2007, 2012—2015) †
- Александр «Алекс» Чиханин (2007—2010, 2011 сессионно)
- Никита «Игорёк» Дружинин (2007—2012)
- Александр Пронин (2009—2012)
- Евгений «Медведь» Кузьмин (2015—2021)
- Сергей (2021) (группа Casus)
- Константин Чупин (2021—2022)

#### Барабаны
- «Аккумулятор» (1989—1990)
- Олег «Изерли» Бухтияров (1991—1994)
- Сергей «Гном Младший» Белоглазов (1995—1999)
- Сергей «Бай» Байбаков (1999—2004)[3]
- Дмитрий «Крок» Антонов (2004—2007)
- Виктор «Зелёный» Калугин (2007)
- Кирилл «Кирюша» Бахарев (2007—2008)
- Анатолий Лёвочкин (2008—2016)
- Данила Яковлев (2016—2018)
- Дмитрий «Бам/Кран» Михайлов — барабаны (2018—2019, 2021, 2023)
- Егор Кувшинов (2020—2021)
- Даниил Бородюк (2021—2022)
- Евгений Абаимов (2022—2023)

## Другие проекты участников
Олег Соболев и Анатолий Левочкин являются создателями собственной группы «Diagens», где Олег выступает вокалистом и гитаристом, а на барабанах играл Анатолий. Евгений Кузьмин (бас) и Вадим Рытухин (гитара) также играли в составе Diagens. Помимо этого, Анатолий Левочкин входил в состав «Private Radio» и Zuname, где также играл на гитаре и Вадим Рытухин.
После ухода из «Пургена» Евгений Аренов играл в составе «Vitaminoise», «Iniciativa», «Universideath». Олег Бухтияров к музыке не возвращался, в настоящее время майор полиции.
В группе недолго участвовал Денис Герасимов, основатель, автор музыки, гитарист и вокалист группы «Коловрат». Участие Герасимова было исключительно студийным, в качестве сессионного гитариста он принимал участие в записи альбома «Радиационная активность из мусорного бака».
У Руслана Гвоздева есть собственный электронный проект Toxigen, в рамках которого исполняются электронные кавер-версии песен «Пургена».
Алексей Киреев играет в группе «Некуда Бежать».

## Дискография

### Полноформатные альбомы
- 1992 — Все государства — концлагеря
- 1993 — Трансплантация Мировоззрения
- 1995 — Радиационная активность из мусорного бака
- 1997 — Философия урбанистического безвремения
- 1999 — Токсидермисты городского безумия
- 2003 — Destroy For Creation (Разрушение для созидания)
- 2004 — Протест Деталей Механизма
- 2005 — Реинкарнация[4]
- 2007 — Трансформация идеалов (А и Б Рекордз)[5][6]
- 2010 — Бог рабов (А и Б Рекордз)
- 2018 — Рептология лунного корабля

### Мини-альбомы
- 2022 — Киберализм
- 2023 — Преображение
- 2024 — Автаркия

### Концертные альбомы
- 2008 — 30 000 лет панк хардкору
- 2015 — Live in Ekaterinburg (MC)

### Демо/магнитоальбомы (как группа "Ленин-самотык")
- 1989 — Брежнев жив!
- 1990 — Великая вонь
- 1991 — Хорошо там, где нас нет

### Сборники
- 1997 — Мертвый Президент
- 1998 — Немецкий сборник
- 2005 — 15 Years Of Pure Generation
- 2019 — Атомная романтика
- 2019 — Punk destroyer

### DVD
- 2000 — Live in Смоленск (концерт с Оргазм Нострадамуса)
- 2003 — 11 Лет немого крика
- 2008 — 30 000 лет панк хардкору

### Клипы
- Я — настоящий человек
- Это не то, что я думал
- Вам дан приказ
- Помойки из людей
- Философия урбанистического безвремения
- Пурген, Черепах, Самокат, Вася Казуров — Панк-революция
- Мечты нормального ребёнка
- Австралопитеки идут
- Зависимость
- Робот-Рай
- Дождь
- 220 не скорость
- Moscow City
- Добей родителей
- Серый бетон
- Злые пастухи
- Русія 2012
- 1984—1988
- Бумеранг бога
- Прогресс Разрушения
- Банкирам денег не дадим
- Собирай объединяй
- Мёртвый капитал
- Киберализм
- Свобода
- Трансгуманизм
- Третий мировой гаввах
- Мош яма

## Участие в трибьютах
- 2023 — Оргазм нострадамуса: трибьют, vol. 2 — Гимн Дураков